# Красный Боец (Саратовская область)
Кра́сный Бое́ц — посёлок в Ершовском районе Саратовской области России. Входит в состав Марьевского муниципального образования.

## География
Находится в 8 км северо-западнее райцентра — города Ершова, высота центра посёлка над уровнем моря 113 м.
Климат: континентальный, отличающийся резким колебанием температур. сухостью воздуха. Среднегодовая температура воздуха +4,8 градуса. Наиболее холодным месяцем является январь, со среднемесячной температурой −13.1°С. Наиболее жаркий — июль со среднемесячной температурой +22,7°С. В отдельные месяцы и годы наблюдаются значительные отклонения от среднемесячных и среднегодовых температур воздуха. Абсолютный максимум температур отмечается в июле и составляет +40°С, абсолютный минимум −41°С в январе. Наступление первых заморозков отмечается в конце сентября и заканчивается в первой декаде мая. Во все времена года господствуют ветры северного, южного и восточного направлений. Зимой ветры усиливают действие морозов, летом часты горячие ветры — суховеи.

## История
Посёлок образован в 1918 году с созданием сельскохозяйственной коммуны «Всеобщее братство».

## Население
| 2002 | 2010 |
| ---- | ---- |
| 654  | ↘590 |

## Инфраструктура
В посёлке работают средняя школа, фельдшерско-акушерский пункт, дом культуры, библиотека, почта.
В посёлке проложено 2,5 км асфальтовых дорог и 7 км внутрипоселковых газопроводов.

## Экономика
ОАО «Красный боец» — один из крупнейших поставщиков зерновых культур в Саратовской области.